# Panguil-Bucht
Die Panguil-Bucht ist eine Meeresbucht an der Nordküste der Insel Mindanao auf den Philippinen. Sie trennt die Provinzen Misamis Occidental von der Provinz Lanao del Norte; am Kopf der Bucht grenzt sie an die Provinz Zamboanga del Sur. Sie ist eine Meeresausbuchtung im Südwesten der Bucht von Iligan. An ihrer Küstenlinie liegen die philippinischen Großstädte Tangub City und Ozamis City. Im Norden der Bucht erhebt sich das Gebirge des Mount Malindang.
In der Bucht liegen ausgedehnte Wattflächen und große Mangrovenwälder. Auf der Insel  Sumalig wurde von den örtlichen Behörden ein Schutzgebiet für das Leistenkrokodil (Crocodylus porosus) eingerichtet. Die Populationsgröße und die Wanderbewegungen der Tiere sind jedoch kaum erforscht. Die Region um die Bucht hat ein tropisches Regenwaldklima ohne Trockenzeit; es fallen zum Teil starke Niederschläge.
In der Bucht befinden sich nur wenige Korallenriffe; sie liegen am Eingang der Bucht im Seegebiet der Gemeinden Clarin und Maigo. Sie sind bekannt als das Hulaw-hulaw und Maigo Riff; um beide wurden von den örtlichen Behörden Marine Protected Areas etabliert. Seit der Etablierung der Schutzzonen konnte von 1991 bis 1996 eine Zunahme der Fischbestände registriert werden. 1991 wurden nur 50 Arten aus 22 Gattungen und 1996 bereits 160 Arten aus 32 Gattungen registriert.
Die Panguil-Bucht gilt als traditionell sehr fischreiches Gewässer. Die Gewässer werden als trübe mit Sichtweiten von unter einem bis 5 Meter charakterisiert, jedoch sind sie sehr nährstoffreich. Am Kopf der Bucht befinden sich zahlreiche Süßwasserzuflüsse und im Hinterland liegen ausgedehnte Sümpfe. Untersuchungen der Mindanao State University aus Naawan bezifferten im Jahre 2005 die Fänge in der Bucht auf 1.660,54 Tonnen/Jahr; dieses legt nahe, dass verschiedene Fischbestände überfischt werden könnten. Die Fänge der Fischer verteilten sich zu 40 % auf verschiedene Fischarten, 35 % auf Weichtiere und 25 % auf Krebstiere. Die wichtigsten Fischarten, die kommerziell befischt werden, sind der Leiognathus equulus, Vagamugil cunnesius, Johnius borneensis, Gerres filamentosus und der Upeneus sulphureus. Bei den Krebstieren sind es der Penaeus indicus, Scylla tranquebarica und Scylla olivacea. Bei den Weichtieren sind es die Arten Meretrix meretrix, Katylesia hiantina, Modiolus metcalfei und Psammotea elongate.